# María Canals Barrera
Pour les articles homonymes, voir Canals.
Cet article possède un paronyme, voir Maria Canals.
María Canals Barrera,  née le 28 septembre 1966 à Miami, (Floride, États-Unis), est une actrice américaine.
Elle est connue pour son rôle de Theresa Russo dans la série de Disney Channel Les Sorciers de Waverly Place. Elle est également connue pour son rôle de Connie Torres dans le film Camp Rock et sa suite.

## Biographie
Maria Canals Barrera a beaucoup travaillé dans le théâtre à Miami et à Los Angeles. Elle a fait ses débuts à la télévision en 1993 dans la série télévisée Key West. Elle a de nombreuses fois prêté sa voix à des personnages dans les séries La Ligue des justiciers, The Boondocks, Cool Attitude et Danny Fantôme.
Elle a pris des cours de théâtre au collège ; elle parle l'espagnol. Elle vit avec son mari, l'acteur David Barrera, et leurs deux filles Bridget et Madeleine, à Los Angeles en Californie, tandis qu'une grande partie de sa famille vit encore à Miami.

## Filmographie

### Cinéma
- 1993 : Un flic et demi : Mrs. Bobo #2
- 1995 : Rêves de famille (My Family) :  Irène jeune
- 2001 : Couple de stars : Adinah
- 2002 : Bad Boy (en) : Femme au bar
- 2002 : The Master of Disguise : Sophia
- 2003 : Disparitions ((Imagining Argentina)) : Esme Palomares
- 2003 : Scooby-Doo et le Monstre du Mexique : Sofia Otero / Vieille femme #2 (voix)
- 2009 : La Vie de croisière ensorcelante d'Hannah Montana (Wizards on Deck with Hannah Montana) : Theresa Russo
- 2011 : Il n'est jamais trop tard : Lala Pinedo

### Téléfilms
- 1993 : Harlan & Merleen : Carm
- 2009 : Camp Rock : Connie Torres
- 2009 : Les Sorciers de Waverly Place, le film : Theresa Russo
- 2011 : Camp Rock 2 : Connie Torres
- 2013 : Le retour des Sorciers : Alex vs Alex : Theresa Russo

### Séries télévisées
- 1990 : 21 Jump Street : Rosina saison 4 épisode 19
- 1991 : Super Force : Lori Wechsler saison 2 épisodes 9 et 10
- 1993 : Key West : Fig
- 1994 : Marielena (en) : Nancy
- 1994 : Viper : Carla
- 1994 : Arabesque : Carmen (1 épisode)
- 1995 : Presque parfaite : Carmen (1 épisode)
- 1996 : Goode Behavior (en) : Denis (1 épisode)
- 1997 à 1998 : The Tony Danza Show : Carmen Cruz
- 1998 : Caroline in the City : Maria (1 épisode)
- 1998 : Les Dessous de Veronica (1 épisode)
- 2006 à 2012 : Les Sorciers de Waverly Place : Theresa Russo
- 2011 : Generator Rex : Valentia (voix) (série animée)
- 2013 : Baby Daddy : Carole (saison 3 épisode 4)
- 2014-2015 : Cristela : Daniela (22 épisodes; actrice principale)
- 2016-2017 : The Big Bang Theory : Isabella (saison 10, épisode 8)
- 2017-2018 : Young and Hungry: réceptionniste (saison 5, 1 épisode)
- 2018 : La Fête à la maison : 20 Ans après : Maman de Fernando (saison 4 épisode 8)
- 2022 : Cool Attitude, encore plus cool : Sunset Boulevardez (voix originale)

## Voix françaises
En France
| - Déborah Perret dans : - Les Sorciers de Waverly Place (série télévisée) - Camp Rock (téléfilm) - Les Sorciers de Waverly Place, le film (téléfilm) - Camp Rock 2 : Le Face à face (téléfilm) - The Big Bang Theory (série télévisée) |

Et aussi
- Martine Meirhaeghe (*1949 - 2016) dans La Ligue des justiciers (voix)
- Charlotte Vermeil dans La Ligue des justiciers (voix de Fire)
- Ethel Houbiers dans Madagascar : la savane en délire (voix)
- Emmanuelle Rivière dans Cool Attitude, encore plus cool (voix)
- Odile Schmitt (*1956 - 2020) dans Batman: The Dark Knight Returns (voix)
- Brigitte Virtudes dans Teen Titans: The Judas Contract (voix)

## Récompenses
En 2002, elle a remporté un American Latino Media Arts (ALMA), prix de la meilleure actrice dans un second rôle pour la série télévisée Les Frères Garcia.
Le 15 août 2010, elle a remporté un Award Imagen de la meilleure actrice dans un second rôle pour son rôle dans Les Sorciers de Waverly Place, le film

## Jeux vidéo
- 1998 : Grim Fandango : Mercedes 'Meche' Colomar
- 2011 : Marvel vs. Capcom 3: Fate of Two Worlds : She-Hulk